# Burwell Bassett
Burwell Bassett (* 18. März 1764 im New Kent County, Colony of Virginia; † 26. Februar 1841 ebenda) war ein US-amerikanischer Politiker. Zwischen 1805 und 1829 vertrat er mehrfach den Bundesstaat Virginia im US-Repräsentantenhaus.

## Werdegang
Burwell Bassett war mütterlicherseits ein Neffe von Martha Washington, der Frau von US-Präsident George Washington. Außerdem war er ein Cousin des späteren Präsidenten William Henry Harrison. Er studierte am College of William & Mary in Williamsburg. Anschließend schlug er eine politische Laufbahn ein. Zwischen 1787 und 1789 saß er im Abgeordnetenhaus von Virginia; von 1794 bis 1805 gehörte er dem Staatssenat an. Im Jahr 1794 kandidierte er noch erfolglos für den Kongress. Er wurde Mitglied der Ende der 1790er Jahre von Thomas Jefferson gegründeten Demokratisch-Republikanischen Partei.
Bei den Kongresswahlen des Jahres 1804 wurde Bassett im zwölften Wahlbezirk von Virginia in das US-Repräsentantenhaus in Washington, D.C. gewählt, wo er am 4. März 1805 die Nachfolge von Thomas Griffin antrat. Nach drei Wiederwahlen konnte er bis zum 3. März 1813 vier Legislaturperioden im Kongress absolvieren. In diese Zeit fiel der Beginn des Britisch-Amerikanischen Krieges. Zwischen 1811 und 1813 war Bassett Vorsitzender des Committee on Claims und des Committee on Revisal and Unfinished Business. Im Jahr 1812 wurde er nicht wiedergewählt.
Bei den Wahlen des Jahres 1814 wurde Bassett im 13. Distrikt seines Staates erneut in den Kongress gewählt, wo er am 4. März 1815 Thomas M. Bayly ablöste. Bis zum 3. März 1819 konnte er dort zwei weitere Legislaturperioden absolvieren. Zwischen 1819 und 1821 saß Bassett nochmals im Abgeordnetenhaus von Virginia, ehe er im Jahr 1822 ein weiteres Mal im 13. Wahlbezirk seines Staates in das US-Repräsentantenhaus gewählt wurde, wo er am 4. März 1823 die Nachfolge von Severn E. Parker antrat, der ihn zwei Jahre zuvor dort abgelöst hatte. Nach drei Wiederwahlen konnte er bis zum 3. März 1829 im Kongress verbleiben. Seit 1823 vertrat er dort als Nachfolger von Charles F. Mercer den achten Distrikt von Virginia. In den 1820er Jahren schloss sich Bassett der Bewegung um den späteren Präsidenten Andrew Jackson an. 1828 wurde er nicht wiedergewählt.
Nach dem endgültigen Ende seiner Zeit im US-Repräsentantenhaus ist Burwell Bassett politisch nicht mehr in Erscheinung getreten. Er war Sklavenhalter. Er starb am 26. Februar 1841 nach einem Reitunfall.